# Hendrik Coenraad Hemker
Hendrik Coenraad „Coen“ Hemker, oft H. C. Hemker zitiert, (* 21. Juli 1934 in Amsterdam) ist ein niederländischer Mediziner, der sich vor allem mit Blutgerinnung und Thrombose befasst.

## Leben
Hemker studierte Medizin in Amsterdam mit dem M. D. Abschluss 1959 mit Spezialisierung in Pädiatrie und chemischer Pathologie. 1962 wurde er bei E. C. Slater in Amsterdam in Biochemie promoviert. Danach war er Leiter einer Forschungsgruppe zu Hämostase und Thrombose an der Universität Leiden und ab 1968 Professor für Innere Medizin und für die Biochemie von Herz- und Gefässerkrankungen in Leiden. 1972 war er auch in Teilzeit Professor an der Freien Universität Brüssel. Ab 1975 Professor für Biochemie und Vorstand der Fakultät für Biochemie an der Universität Maastricht (deren damals neu gegründete medizinische Fakultät er mit aufbaute), was er bis zu seiner Emeritierung 1999 blieb. 1982 bis 1985 war er Rector Magnificus der Universität Maastricht. Er war unter anderem Gastprofessor an der Universität Paris V und VI, am College de France und der Mount Sinai Medical School in New York City (Affiliate Professor 1995 bis 2005). Nach seiner Emeritierung leitete er eine Forschungsgruppe im Cardiovascular Research Institute in Maastricht (CARIM) und ist Direktor von Synapse B.V., einer Forschungs- und Beratungsgesellschaft der Universität Maastricht auf dem Gebiet Haemostase und Thrombose.
Er ist Autor und Koautor von über 500 wissenschaftlichen Publikationen (2011). Er hält mehrere Patente.
1985 erhielt er den Ernst Jung-Preis, 1974 die Boerhaave-Medaille in Leiden und 1996 einen Ehrendoktor der Universität Xian in China. 1987 wurde er Mitglied der Königlich  Niederländischen Akademie der Wissenschaften, 1990 der Academia Europaea, 1991 Ehrenmitglied der Königlich Flämischen Akademie der Wissenschaften und 2001 auswärtiges Mitglied der Academie Nationale de Medecine. 2000 wurde er Ritter des niederl. Löwen, 1990 Ritter der Ehrenlegion und 1987 Kommandeur des Ordens der Palmes Academiques.
1980 bis 2002 war er Herausgeber der Zeitschrift Haemostasis.

## Schriften
- Herausgeber mit K. M. Brinkhous: Handbook of hemophilia, 2 Bde., Elsevier 1975
- Herausgeber mit E. A. Loeliger, J. J. Veltkamp: Human blood coagulation. Biochemistry, clinical investigation and therapy, Leiden University Press 1969, 1970
- Herausgeber mit J. J. Veltkamp: Prothrombin and related coagulation factors, Leiden University Press 1975
- Herausgeber mit R. F. A. Zwaal: Blood coagulation, Elsevier 1986
- mit J. van der Meer, E. A. Loeliger: Pharmacological aspects of vitamin 1, A clinical and experimental study in man, Stuttgart, New York, Schattauer 1968
- Herausgeber mit J. H. de Haas, H. A. Snellen: Ischaemic heart disease, Leiden University Press 1970